# Choristoneura carnana
Choristoneura carnana es una especie de polilla del género Choristoneura, tribu Archipini, subfamilia Tortricinae. Fue descrita científicamente por Barnes & Busck en 1920.

## Distribución
Se distribuye por América del Norte: Estados Unidos (California).